# 朝からごきげん
「朝からごきげん」（あさからごきげん）は、1976年9月21日に発売された愛奴の3rdシングル。

## 概要
愛奴としては解散前のラスト・シングルとなる。2ndアルバム『LOVE IN CITY』と同時発売された。
A面の作詞作曲は浜田省吾。シングル発売時に浜田はすでにバンドを脱退していたが、バンドへの置き土産として書いていた楽曲だった。浜田自身もデビュー・アルバム『生まれたところを遠く離れて』にてセルフカバーしており、1997年のリメイク・アルバム『初夏の頃 〜IN EARLY SUMMER〜』にも収録されている。
歌詞は浜田の楽曲では珍しい「です・ます」調のスタイルになっている。これは浜田が愛聴していたはっぴいえんどの松本隆の影響によるものである。
B面の「旅立ちの朝」は、『LOVE IN CITY』収録の「コバルト蜃気楼」の歌詞違い。長らくアルバム未収録だったが、2015年発表のコンプリート・コレクション『AIDO Complete Collection』のボーナストラックとして、初CD化された。

## 収録曲
1. 朝からごきげん
作詞・作曲：浜田省吾、編曲：青山徹
2. 旅立ちの朝
作詞：諏訪優、補作詞：町支寛二、作曲：山崎貴生・町支寛二、編曲：青山徹